# Колев, Александр
Александр Любомиров Колев (болг. Александър Любомиров Колев; род. 8 декабря 1992, София, Болгария) — болгарский футболист, нападающий «Крумовграда».

## Карьера
Футбольную карьеру начал в 2010 году в составе клуба «Дессель Спорт».
В 2014 году подписал контракт с клубом «Ботев» Пловдив.
В 2016 году стал игроком болгарского клуба «Берое», за который провёл 11 матчей.
В 2017 году играл за «Сталь» Мелец.
В начале 2020 года перешёл в казахстанский клуб «Кайсар».

## Достижения

### Командные
«Ботев»
- Финалист Суперкубка Болгарии (1): 2014

«Арка»
- Обладатель Кубка Польши (1): 2018